# Marco Enríquez-Ominami
Marco Antonio Enríquez-Ominami Gumucio (Santiago, 12 de junio de 1973), también conocido por sus iniciales ME-O, es un cineasta, licenciado en filosofía y político. Fundador del Grupo de Puebla.
Miembro del Partido Socialista (PS) entre 1990 y 2009, se desempeñó como diputado de la República entre 2006 y 2010 en representación del entonces distrito n.º 10 de la region de Valparaiso. En 2009 renunció a dicho partido para participar como candidato independiente en la elección presidencial de ese año, en las que resultó en tercer lugar. En 2010 fundó el Partido Progresista, su consejo federal lo proclamó unánimemente en julio de 2013 candidato a la elección presidencial de fines de año, donde obtuvo nuevamente la tercera mayoría.
En artes visuales, es mayormente conocido por haber dirigido la serie de televisión La vida es una lotería, transmitida en cinco temporadas entre 2002 y 2005 por TVN y entre 2006 y 2007 por Mega. Desde mediados de 2013 y durante unos años condujo el programa Cambio de Switch en radio Universidad de Chile. También ha realizado diversas películas y documentales, estos últimos mayormente de índole política.
Es profesor honoris causa de la Universidad de Aquino, Bolivia y profesor invitado en la Universidad Nacional de Rosario, Argentina.

## Biografía

### Primeros años de vida
Hijo del médico Miguel Enríquez —cofundador y secretario general del Movimiento de Izquierda Revolucionaria (MIR)—, y de la periodista, socióloga y productora de televisión Manuela Gumucio. Tras la muerte de su padre, el 5 de octubre de 1974 durante un tiroteo a comienzos de la dictadura del general Augusto Pinochet, su madre huyó con Marco al exilio, a París. En 1975 su madre comienza una relación con el político Carlos Ominami; regresarán posteriormente los tres juntos a Chile, y Marco, que había sido adoptado por el nuevo marido de su madre, cambiará su apellido para incluir el de Ominami.

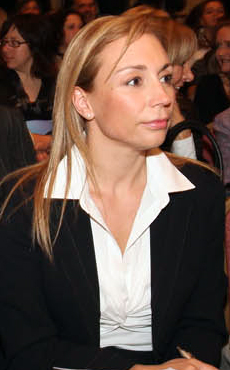
Karen Doggenweiler, esposa de Enríquez-Ominami.

Es nieto por parte paterna de Edgardo Enríquez Frödden, y por parte materna de Rafael Agustín Gumucio, bisnieto de Rafael Luis Gumucio Vergara y sobrino nieto de Inés Enríquez Frödden y Humberto Enríquez Frödden. Además es primo del escritor, guionista y humorista Rafael Gumucio. Posee ascendencia alemana, española y escocesa por lado paterno y boliviano-vasca por parte materna.
Sus estudios primarios los realizó en el Lycée Victor Hugo de París, y los secundarios en la Alianza Francesa de Santiago (Lycée Antoine de Saint-Exupéry) y desde 1989 en el Saint George's College, de donde egresó en 1990. Ingresó en la Facultad de Filosofía y Humanidades de la Universidad de Chile, donde primero estudió Literatura y luego Licenciatura en Filosofía, entre 1991 y 1996.
En 1996 regresó a Francia para realizar un taller intensivo para directores de cine en La Fémis (Escuela Nacional Superior de los Oficios de la imagen y el sonido) de París.

### Matrimonio e hija
Enríquez-Ominami se casó el 7 de diciembre de 2003 con la conductora de televisión Karen Doggenweiler. El 7 de septiembre de 2004 nació su hija en común, Manuela, que junto con Fernanda, fruto de un matrimonio anterior de Karen, conforman la familia del político. Para las campañas presidenciales de su marido, Karen se dedicó a las campañas a tiempo completo, para lo cual pidió a Televisión Nacional de Chile —su casa televisiva— un permiso sin goce de sueldo.

## Carrera audiovisual
Fue docente del área de Producción Cinematográfica y Cine de la Universidad Arcis en Santiago, y entre 1997 y 1998, profesor en el Centro de Extensión de la Pontificia Universidad Católica del Perú. El mismo año cofundó el semanario chileno The Clinic, y asumió como director ejecutivo de la productora Rivas y Rivas, donde trabajó como productor, guionista y director de cortometrajes, largometrajes, reportajes, comerciales, videos musicales, videos institucionales y telefilmes. Entre sus trabajos allí destacan Cuentos chilenos, Cuentos de la ciudad y la serie de televisión La vida es una lotería, que se transmitió durante cinco temporadas entre 2002 y 2005 por TVN y entre 2006 y 2007 por Mega. Más tarde, en 2008, se estrenaría la película Mansacue basada en esta serie, dirigida por él y producida por Cristian Warner de la misma Rivas y Rivas. Entre 2000 y 2003 fue presidente de La Factoría, un consorcio de varias empresas audiovisuales chilenas.
Dirigió el documental sociopolítico Chile, los héroes están fatigados (2002), junto al canal de cultura franco-alemán ARTE y la productora italiana CINETEVE, en el que analiza cómo los antiguos veteranos socialistas terminaron asesorando multinacionales y coordinando empresas en el corazón de la cultura neoliberal chilena. El documental fue seleccionado para abrir el Festival Internacional de Programmes Audiovisuels (FIPA) de Biarritz, Francia, en su 16.ª edición y ganó el Festival Internacional de Bar (Serbia y Montenegro), además de reconocimientos en los festivales de Marsella y de San Diego, California.
En marzo de 2005 crea y preside la fundación ChileMedios, la cual se dedica a la realización de estudios sobre las audiencias televisivas. Adicionalmente estrena un documental donde comparte escena con su padre biológico, Miguel Enríquez, por medio de efectos especiales.
Entre los años 2006 y 2008 fue director del canal de televisión de la Cámara de Diputados (CDTV).[cita requerida]
Durante agosto de 2017, en el Cine Arte Normandie se realizó el lanzamiento del documental Isla de Guerreros: Rapa Ariki Matatoa. Durante varios viajes a la isla junto al abogado Ciro Colombara, Enríquez-Ominami entrevistó a una decena de líderes y habitantes de Rapa Nui para contar la historia de la isla y sus deseos de una mayor autonomía.

## Carrera política

### Inicios y diputado
Su vida política comenzó en su época universitaria; fue vicepresidente del Centro de Alumnos de Filosofía de la Universidad de Chile y en 1993 compitió en elecciones internas como candidato socialista a la presidencia de la Federación de Estudiantes de la Universidad de Chile (FECh), pero fue derrotado por su compañero de lista Freddy Ponce.
Los años siguientes trabajó en campañas electorales para candidatos de México y Perú. Coordinó la campaña senatorial de Carlos Ominami, en las elecciones parlamentarias de 1993, 1999 y 2001 (en esta última como su generalísimo en la Región de Valparaíso). También participó en la campaña presidencial de Ricardo Lagos en 1999, y en las municipales de 2004.

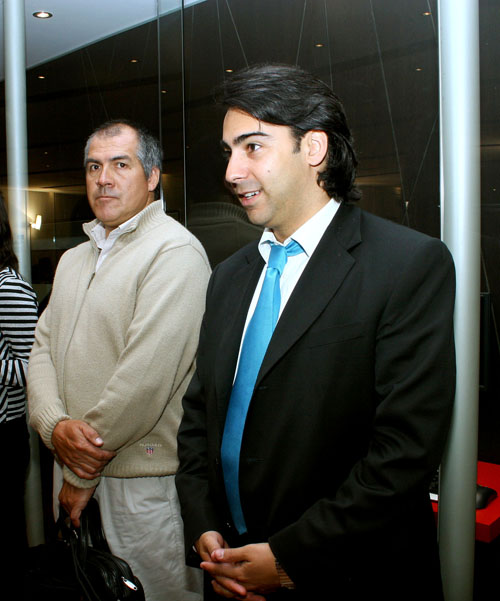
Enríquez-Ominami, en ese entonces diputado, en 2007.

En 2004 publicó junto a Carlos Ominami el libro Animales políticos: diálogos filiales, conversaciones entre ambos donde debaten acerca de la realidad política y social de Chile.
Aprovechando su experiencia en televisión, organizó un debate presidencial con los cuatro candidatos a la elección presidencial de 2005-2006. El mismo año 2005 se unió al Partido Socialista, y en las elecciones parlamentarias de diciembre de ese año se presentó a diputado por el distrito Nº10, donde obtuvo la primera mayoría. En la Cámara de Diputados del Congreso Nacional integró las comisiones de Ciencia y Tecnología; Educación, Cultura, Deportes y Recreación; Agricultura, Silvicultura y Desarrollo Rural; Ética y Conductas Parlamentarias, presidiendo además la Comisión Investigadora por Avisaje del Estado. Durante el periodo 2006-2010 participó en 193 iniciativas legales e impulsó una serie de iniciativas de participación ciudadana. Entre otros proyectos de ley, participó en aquellos relacionados con la obligatoriedad de dar cuenta pública sobre la gestión parlamentaria de senadores y diputados; con la donación de órganos; con el límite de reelecciones de senadores, diputados y concejales; y con la modificación del Código del Trabajo en lo referente a discriminación laboral. Fue además miembro de los grupos interparlamentarios de Chile con Brasil, Francia e India. Asismo, en 2008 fue junto a Karla Rubilar uno de los dos primeros políticos que denunció el «Caso falsos exonerados». Enríquez-Ominami dejó el cargo de diputado el 11 de marzo de 2010, publicando su rendición de cuentas el día anterior.

### Primera campaña presidencial

Logo de su candidatura presidencial en 2010.

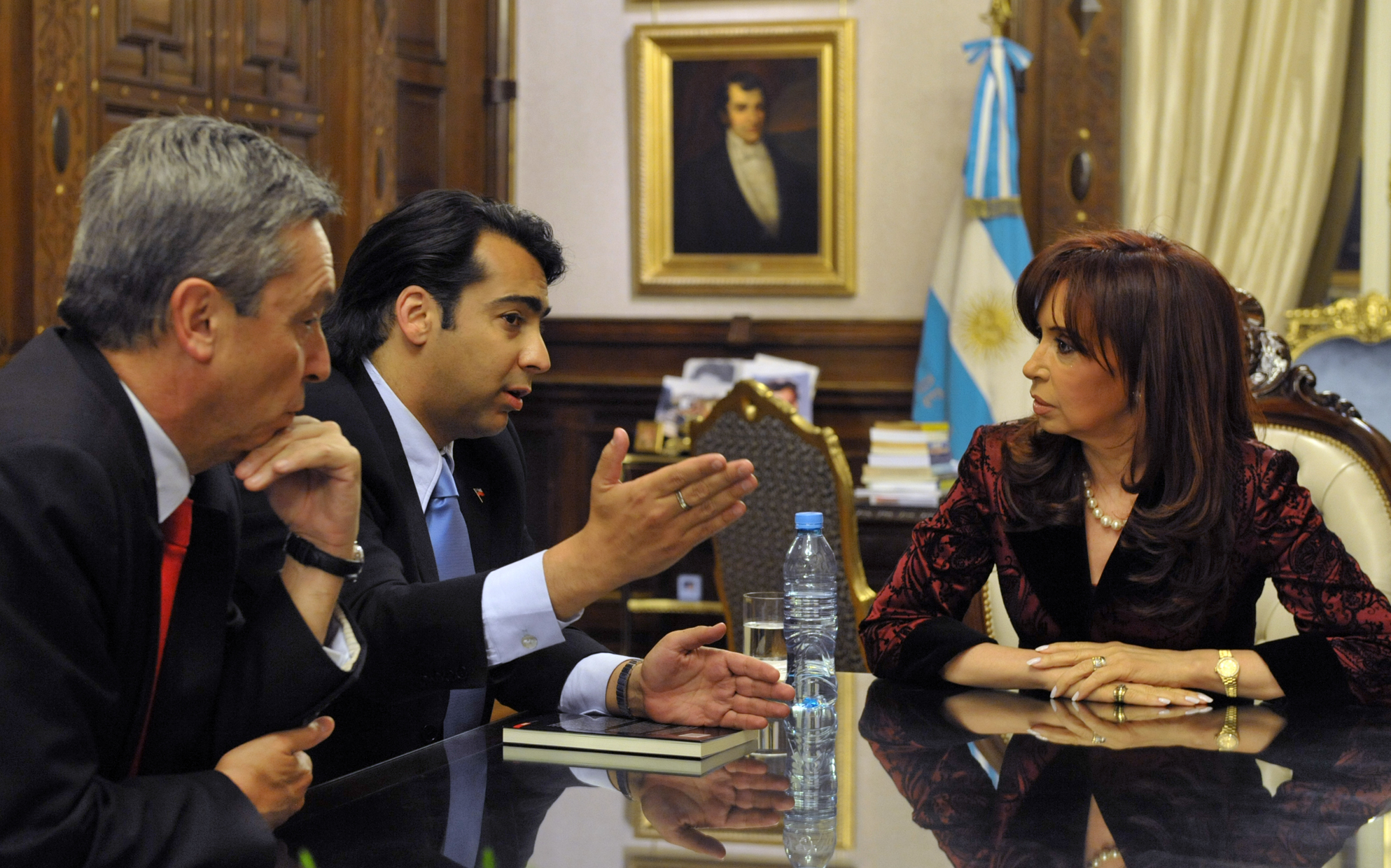
Enríquez-Ominani (centro), como candidato a la presidencia de Chile, junto a Carlos Ominami, en entrevista con la presidenta de Argentina Cristina Fernández.

Decidido a luchar por la candidatura a la presidencia de la República en los comicios de 2009-2010, consigue que sus partidarios envíen una carta a la dirección del Partido Socialista en la que piden la realización de elecciones primarias entre él y Eduardo Frei Ruiz-Tagle para dilucidar quién sería el candidato único de la Concertación, pero el PS se niega y establece que Frei es el candidato único del conglomerado oficialista.
Ante la negativa a celebrar primarias, el 12 de junio de 2009 Enríquez-Ominami formaliza su renuncia al PS para poder presentarse como candidato independiente, oficializando su candidatura el 10 de septiembre de ese año en el SERVEL.
Enríquez-Ominami —que obtuvo el apoyo de los partidos Humanista y Ecologista, así como también de los movimientos Amplio Social, SurDA, Red Progresista, Regionalista y por la Diversidad Sexual—, sacó el 20,13% de los votos, con lo que quedó en el tercer lugar: la segunda vuelta fue disputada entre Sebastián Piñera, que salió elegido presidente, y Eduardo Frei Ruiz-Tagle.

### PRO y segunda campaña presidencial

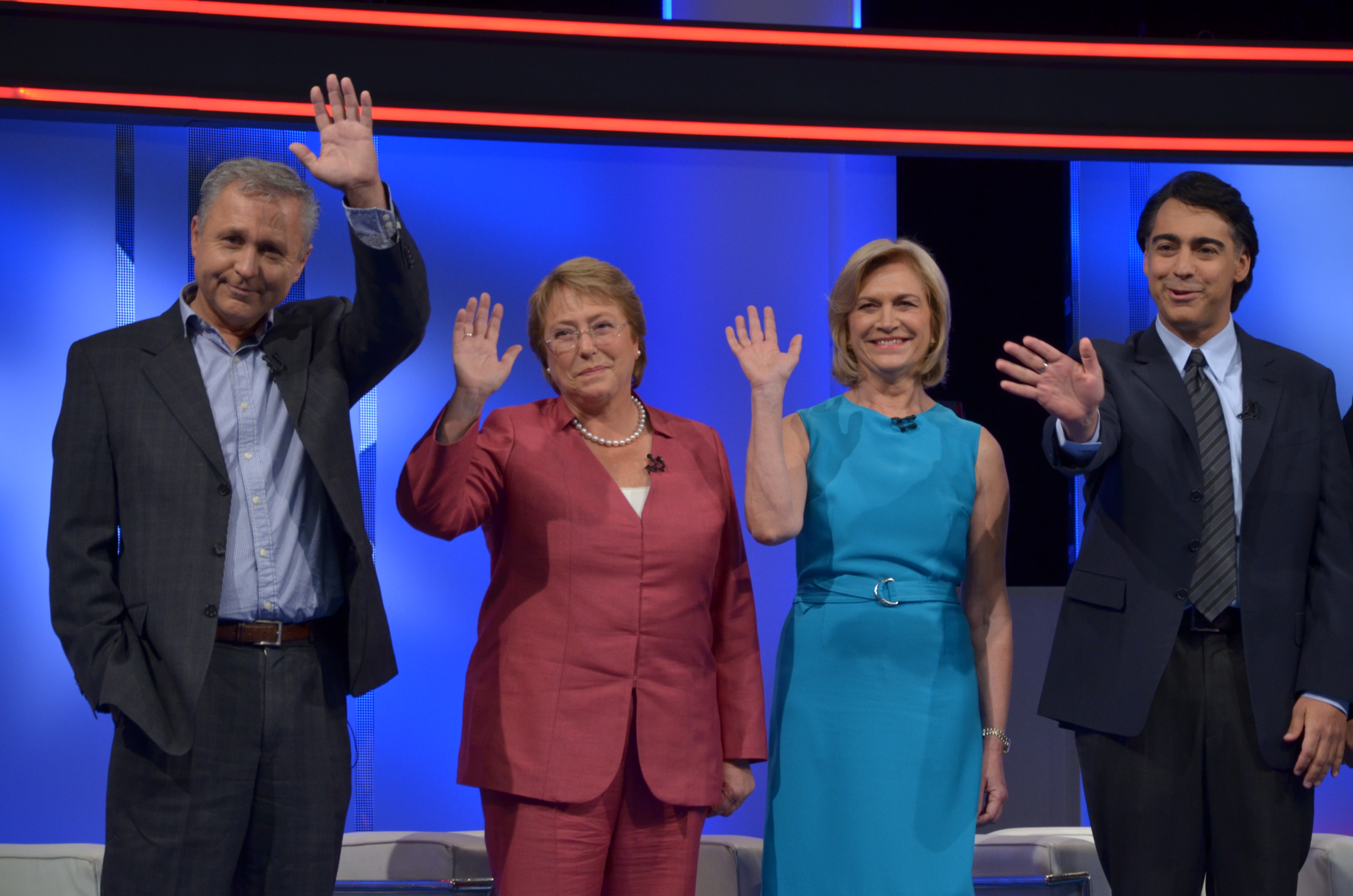
Enríquez-Ominami (primero de derecha a izquierda) en el debate presidencial Anatel 2013.

En 2010 funda el Partido Progresista (PRO), el cual consigue algunos buenos resultados en las elecciones municipales de Chile de 2012 —tales como la alcaldía de Arica, capital de la Región de Arica y Parinacota— y a través del cual se presenta como candidato a las presidenciales de 2013, siendo el primer candidato oficial de dichas elecciones, así como el primero en dar a conocer su programa presidencial.
Su programa de gobierno se definió en noviembre de 2012, luego de ocho meses de trabajo con 800 personas de diversos sectores pertenecientes a los llamados Grupos Copihue, que dividieron las temáticas a abordar en varias áreas tales como educación, economía, medio ambiente, justicia y derechos civiles, entre otras. Estos grupos tuvieron un fuerte componente federalista, buscando disminuir los sesgos centralistas en la toma de decisiones. Entre las principales propuestas del candidato están la educación gratuita para todos; un cambio radical en la reforma tributaria; una nueva Constitución, en reemplazo de la Constitución de 1980, reformada a través de Asamblea constituyente; y la desconcentración de la economía.

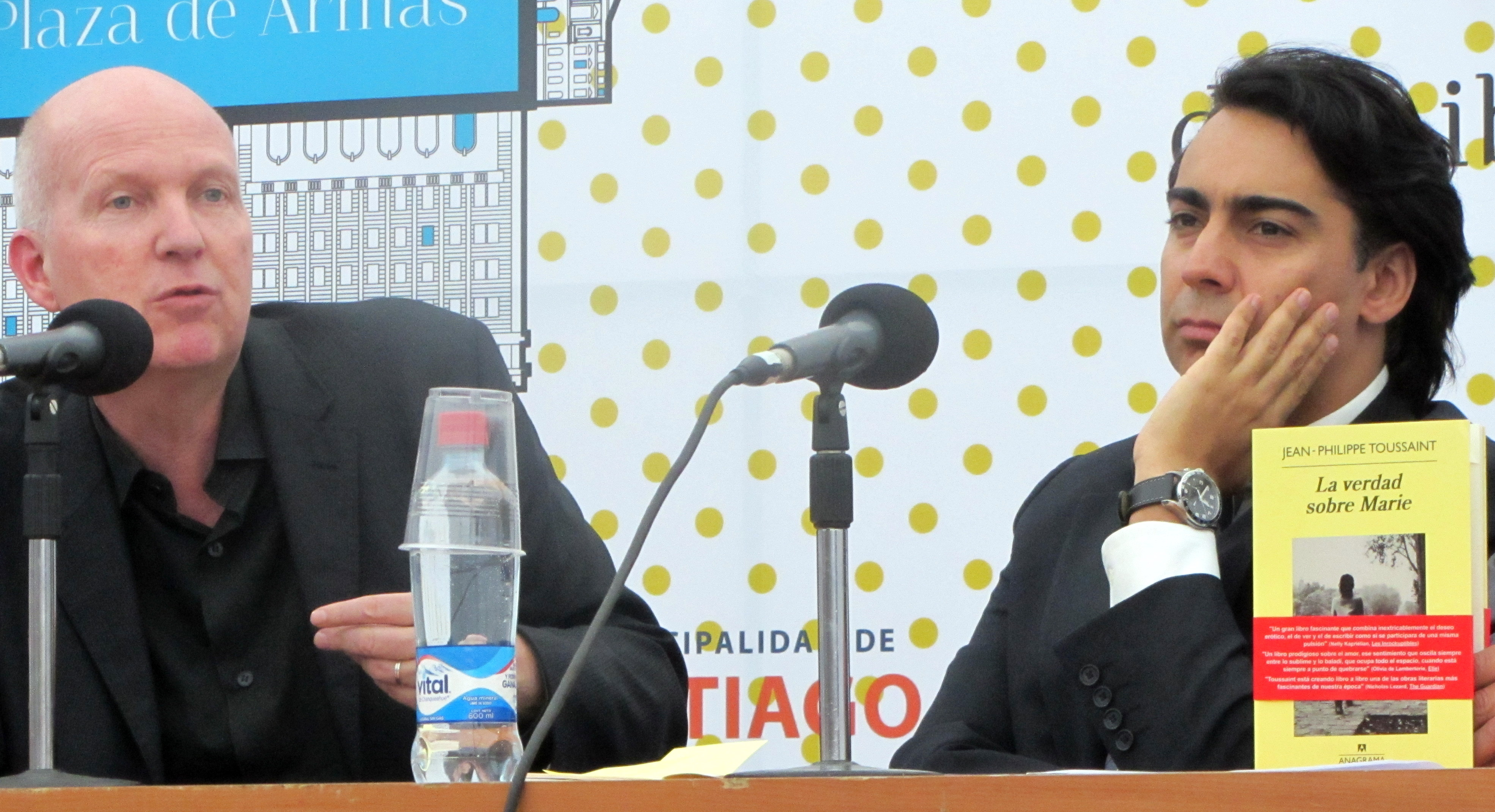
El escritor belga Jean-Philippe Toussaint y Marco Enríquez-Ominami en 2013.

El 20 de marzo de 2013 encabezó el lanzamiento del libro Por un nuevo Chile: Propuestas para un debate ciudadano, un documento de 163 páginas elaborado por diecisiete asesores del PRO, que formaliza sus propuestas de gobierno para la elaboración de una nueva Constitución. Además habla del concepto de desarrollo integral, que gira en torno a los conceptos de «igualdad», «justicia» y «libertad», sobre la democracia social y las libertades públicas, y sobre los temas de «regionalización», «defensa» e «integración».
El 7 de abril del mismo año, presentó a su equipo de campaña, conformado por 48 colaboradores, entre los cuales hay 15 mujeres y 23 jóvenes menores de 35 años. Algunos de sus miembros son Andrés Solimano, exdirector del Banco Mundial y la Comisión Económica para América Latina y el Caribe (Cepal), coordinador del área económica; Juan Casassus, coordinador de educación; Raúl Requena, del área laboral; y el escritor Mauricio Electorat, encargado del área de cultura. Sus coordinadores generales en la primera etapa de campaña son el alcalde progresista de Arica, Salvador Urrutia, la presidenta del Partido Progresista y encargada del programa, Patricia Morales, y el secretario general Camilo Lagos, encargado de la coordinación política. Al igual que en su candidatura anterior, su equipo se caracteriza por ser un grupo de gente joven y conformada mayoritariamente por intelectuales.
El 5 de mayo, el Movimiento del Socialismo Allendista, una rama del Partido Socialista de Chile liderada por Esteban Silva, jefe de campaña de Jorge Arrate en las presidenciales de 2009-2010, oficializó su apoyo a la candidatura de Enríquez-Ominami. Por su parte, lo mismo hizo el Partido Liberal el 15 de junio.

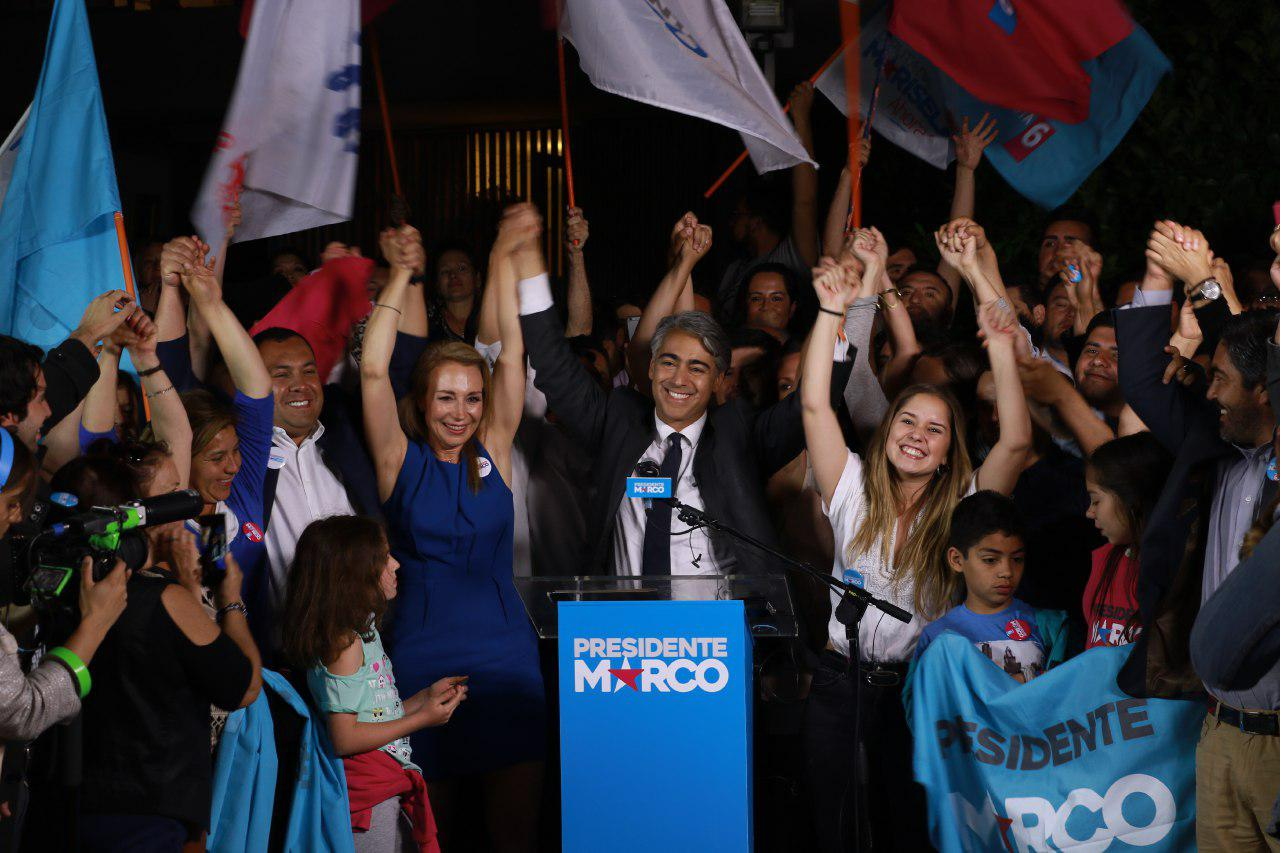
Cierre de campaña de 2017

### Tercera campaña presidencial
El 3 de septiembre de 2016, la presidenta del PRO, Patricia Morales, confirmó la tercera candidatura presidencial consecutiva de Enríquez-Ominami. Dicho anuncio fue confirmado por el político días más tarde, el 7 de septiembre.
En la elección presidencial de 2017, Enríquez-Ominami terminó en el sexto lugar con el 5,70% de los votos. Para la segunda vuelta le entregó su apoyo al abanderado de La Fuerza de la Mayoría, Alejandro Guillier.
El 23 de mayo de 2018 anunció su retiro temporal de la actividad política activa.

### Cuarta campaña presidencial

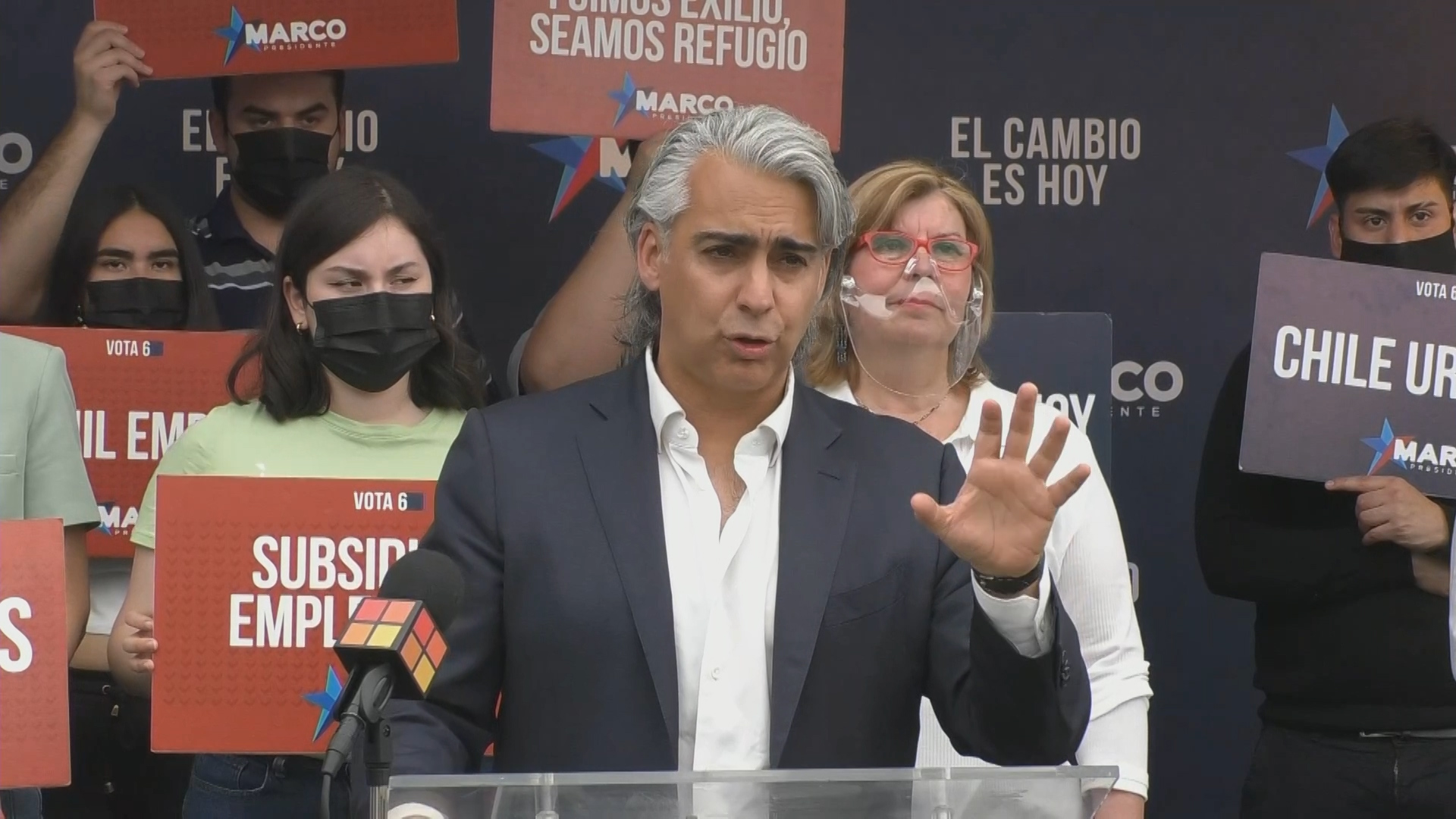
ME-O durante un acto de campaña (2021).

Debido a las causas penales en su contra, el Servicio Electoral suspendió los derechos civiles y políticos de Enríquez-Ominami, quien quedó impedido de sufragar y de postular a cargos de elección popular. Sin embargo, el Tribunal Constitucional ordenó dejar sin efecto la suspensión tras acoger una medida cautelar, lo que fue oficializado por el Servel el 22 de agosto de 2021. Ese mismo día, Enríquez-Ominami anunció su intención de postular nuevamente a la presidencia del país, inscribiendo su candidatura el 23 de agosto como parte del Partido Progresista (PRO). La decisión fue criticada por el pacto electoral Unidad Constituyente -del cual formaba parte el PRO-, que había elegido a su candidata presidencial Yasna Provoste a través de una consulta ciudadana en la que no permitieron participar a Enriquez-Ominami, la semana anterior. Debido a esto, el partido de Enríquez-Ominami fue excluido del pacto que ese colectivo diseñó para las elecciones parlamentarias de 2021, bajo el nombre Nuevo Pacto Social.
Días después, el 4 de septiembre de 2021, el Primer Tribunal Electoral de la Región Metropolitana informó que ME-O debía ser excluido del padrón electoral, y en consecuencia de las elecciones presidenciales, por sus vínculos con el caso OAS, del que ya había sido declarado inocente por unanimidad.  Sin embargo, el 10 de septiembre la decisión fue revocada por el Tribunal Calificador de Elecciones, que dejó sin efecto la exclusión del candidato.
En la elección presidencial de Chile de 2021, Enríquez-Ominami obtuvo el 7,61% de los votos. Hizo un llamado a la ciudadanía a que asistieran a votar en la segunda vuelta, para decidir entre “cambio o continuidad” refiriéndose a José Antonio Kast como la "continuidad" y Gabriel Boric como el "cambio".

### Convención Constitucional (2021) y Concejo Constitucional (2023)
Marco ha sido un fiel defensor de que Chile tenga una nueva constitución y fue una de sus propuestas desde que fue Diputado (2006-2010) y en su candidatura presidencial en 2013 en la que llamó a marcar el voto con AC (Asamblea Constituyente). Finalmente a principios de 2021 hubo elecciones para elegir a los Convencionales Constituyentes para redactar una nueva Constitución, resultando la mayoría de los electos de pensamiento de izquierda. El 4 de julio de aquel año se formó la Convención Constitucional (Chile) la cual redactaría la nueva Constitución que remplazaria a la Constitución de 1989 hecha por el gobierno de Augusto Pinochet. Marco llamó a aprobar la propuesta constitucional en el Plebiscito del 4 de septiembre de 2022. Resultó rechazada la Nueva Constitución echa entre 2021 y 2022.
En 2023 hubo elecciones para el Concejo Constitucional que haría la nueva Constitución ya que la anterior fue rechazada, este Concejo estaría integrado por 50 concejeros. Finalmente quedó integrada por 33 consejeros de derecha (22 Republicanos y 11 Chile Vamos) y 17 de izquierda. Marco llamo a votar en contra de esta nueva Constitución ya que no beneficiaria al pueblo Chileno sino que ayudaría a los intereses de la derecha como fortalecer y hacer que las AFP (Fondos de Pensiones) duren más tiempo. Por segunda vez resultó rechazada la Nueva Constitución en el Plebiscito Constitucional 2023.

## Controversias

### Caso SQM
El Ministerio Público inició en 2016 una investigación —que, dirigida por el fiscal Pablo Gómez, fue formalizada por el Octavo Juzgado de Garantía de Santiago el 19 de octubre de ese año— contra Marco Enríquez-Ominami por su presunta implicancia en el caso SQM, relativo al financiamiento irregular de la política por parte de la empresa minera Sociedad Química y Minera de Chile (SQM), mediante la emisión de facturas «ideológicamente falsas»; en particular, la acusación de la Fiscalía incluye tres boletas emitidas por el asesor de Enríquez-Ominami, Cristián Warner, por un total de CLP 391 millones. El Consejo de Defensa del Estado (CDE) se querelló contra el político y sus asesores por fraude al Fisco el 28 de octubre de ese año.
Durante la investigación del caso Enríquez-Ominami acusó al fiscal Gómez de ser «operador político de (Sebastián) Piñera», a lo que el persecutor respondió que el político hablaba «desde el desconocimiento». Años después, en un segundo gobierno de Piñera, Pablo Gómez fue su asesor. Tras una entrevista que el fiscal dio al periódico La Tercera, donde afirmó que «ME-O ha participado dolosamente» en los hechos que se le imputan, Marco Enríquez Ominami denunció a Gómez ante la Fiscalía por la supuesta emisión de juicios de valor, por lo cual el ente persecutor inició un sumario contra el fiscal.

### Uso de un jet privado
Durante su campaña para las elecciones presidenciales de 2013, utilizó un jet privado para viajar a Brasil. Más tarde se dio a conocer que este avión había sido usado por el Grupo OAS, investigada en dicho país por casos de supuesta corrupción. El candidato señaló que había pagado el servicio gracias a una «campaña franciscana». El exejecutivo de la empresa OAS, por su parte, reconoció la prestación del jet privado. En 2018, Enríquez-Ominami fue formalizado por los delitos de facilitación de facturas falsas y fraude de subvenciones. Según la fiscalía, los cargos se basaban en la presunta rendición de antecedentes falsos ante el Servicio Electoral para obtener un reembolso por el gasto público electoral. Un año después, Ximena Chong, la fiscal a cargo, tiene que admitir en el juicio que el uso del avión no era constitutivo de delito y no era parte de la acusación hacia Enríquez-Ominami. En abril de 2021 fue sobreseído por los delitos tributarios, mientras que en agosto del mismo año fue absuelto de los demás cargos. Luego de ser absuelto, Enríquez-Ominami aseguró que “(Chong) sigue abusando sin dar explicación alguna y confirmando que tiene una agenda alejada del derecho, la justicia y la ética. No hizo ninguna diligencia sustantiva durante años y mantuvo la causa abierta antojadizamente”.En tanto, su exasesor Cristián Warner fue condenado por delitos tributarios.

### Caso Servel
El 2018, la Fiscal Ximena Chong abre una nueva indagatoria contra Marco Enríquez-Ominami, a raíz de la detección por parte del Servicio Electoral de una factura supuestamente irregular que se habría utilizado para rendir gastos de campaña en las presidenciales de 2017.Pero en marzo de 2024, la fiscal a través de un oficio informaba el  cierre de la investigación, ya que en esos 6 años no había recopilado los antecedentes suficientes para hacer una formalización o una acusación.

## Historial electoral
| Año  | Tipo           | Territorio    | Pacto                       | Partido | Votos     | %     | Resultado |
| ---- | -------------- | ------------- | --------------------------- | ------- | --------- | ----- | --------- |
| 2005 | Parlamentarias | 10.º distrito | Concertación                | PS      | 46 590    | 34.34 | Diputado  |
| 2009 | Presidencial   | Chile         | Nueva Mayoría para Chile    | Ind     | 1 405 124 | 20.14 | No electo |
| 2013 | Presidencial   | Chile         | Si tú quieres, Chile cambia | PRO     | 723 542   | 10.99 | No electo |
| 2017 | Presidencial   | Chile         | Partido Progresista         | PRO     | 376 871   | 5.71  | No electo |
| 2021 | Presidencial   | Chile         | Partido Progresista         | PRO     | 534 485   | 7.61  | No electo |

## Filmografía

### Cortometrajes
- 1995: Vine a decirles que me voy
- 1997: 10.7: El caso de Monserrat de Amesti

### Documentales
- 2002: Chile, los héroes están fatigados
- 2017: Rapa Ariki Matatoa: Isla de guerreros[71]
- 2019: Al fondo a la izquierda[72]

### Películas
- 1996: Bienvenida Casandra
- 1998: Esos días esa noche
- 2002: Fragmentos urbanos (en «Mandarina mecánica»)
- 2008: Mansacue

### Televisión
- 2004: El seductor
- 2005: La vida es una lotería

## Obra escrita
- Animales políticos, en conjunto con Carlos Ominami y prólogo del historiador Rafael Gumucio Rivas; Planeta, Santiago, 2004
- El díscolo: conversaciones con Marco Enríquez-Ominami, Patricio Navia; Debate, Santiago, 2009.
- Una vida política, autobiografía; Debate, Santiago, 2017

### Textos para la campaña electoral de 2013
- Una nueva política de drogas para Chile, programa para las presidenciales de 2013; Fundación Progresa, Santiago, 2012 (disponible en la Biblioteca Nacional Digital)
- Si tú quieres, Chile cambia, con colaboradores; programa para las presidenciales de 2013; Fundación Progreso, Santiago, 2013 (disponible en la Biblioteca Nacional Digital)
- El problema no es la economía, es el poder, con Rafael Gumucio Rivas; ed. Claudio Betsalel; Santiago, 2013 (disponible en la Biblioteca Nacional Digital)
- Reformas políticas, con colaboradores; programa de gobierno (disponible en la Biblioteca Nacional Digital)